# Johan Ludvig Leijonmarck

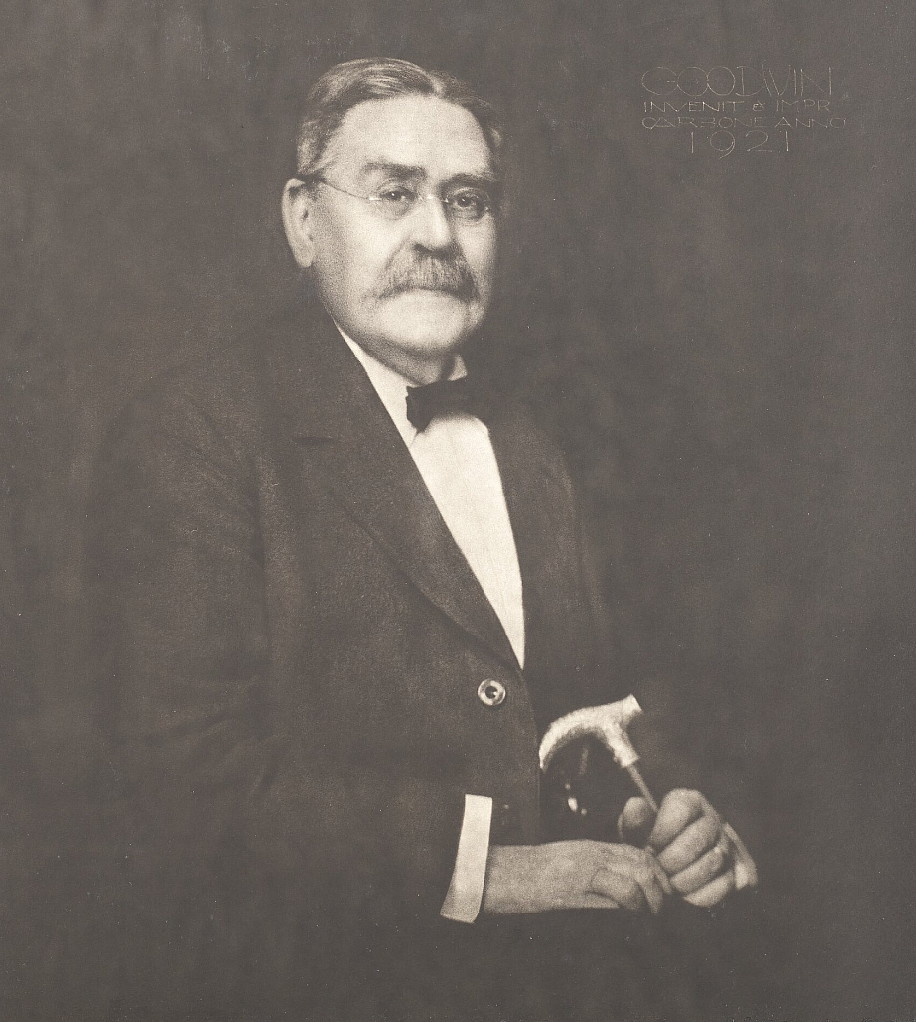
Ludvig Leijonmarck 1921.
Foto: Henry B. Goodwin

Johan Ludvig Leijonmarck, född 16 april 1846 i Klara församling Stockholm, död 2 augusti 1924 i Engelbrekts församling Stockholm, var en svensk kanslisekreterare och kamrer i Kungliga Vetenskapsakademien. Han var bror till juristen Carl Leijonmarck.

## Biografi
Ludvig Leijonmarck var son till revisorn Evald Leijonmarck och Aurora Östberg. Leijonmarck var student vid Uppsala universitet 1866 och tog kansliexamen 1870. Samma år blev han extra ordinarie kanslist i lantförsvarsdepartementets kansliexpedition och 1878 tillförordnad kanslist i kammarkollegium samt tillförordnad notarie i kammarkollegium 1880 och kanslisekreterare 1894. Han tog avsked från kanslisekreterartjänsten 1908. Mellan 1899 och 1918 var han kamrer vid Kungliga Vetenskapsakademien.

## Familj
Ludvig Leijonmarck föddes som tvilling till sin syster Elisabet Aurora. Han gifte sig 1880 med Henriette Ida Turinna Nauckhoff (född 1854). Paret fick sex barn. 1918 förvärvade han fastigheten Skatan 11 i Lärkstaden där han bodde till sin död. Ludvig Leijonmarck är begravd i Gustav Vasakyrkans kolumbarium.